# STS-107
STS-107 は、NASAのスペースシャトルで行われたミッションである（en:Space Transportation System）。2003年1月16日にコロンビアで打ち上げられたが、2003年2月1日に起きた空中分解事故で喪失、クルーの7名は全員死亡した。スペースハブを使ったミッションでもあった。

## 乗員
- リック・ハズバンド 船長
- ウィリアム・マッコール パイロット
- マイケル・アンダーソン ペイロード・コマンダー
- イラン・ラモーン ペイロード・スペシャリスト
- カルパナ・チャウラ ミッション・スペシャリスト
- デイビッド・ブラウン ミッション・スペシャリスト
- ローレル・クラーク ミッション・スペシャリスト

## ミッション・パラメータ
- 質量:
  - 打上時: 119,615 kg
  - 着陸時: 105,593 kg(予定)
- 近地点: 270 km
- 遠地点: 285 km
- 軌道傾斜角: 39.0°
- 周期: 90.1 分